# L'Orchidée sauvage
Pour plus de détails, voir Fiche technique et Distribution.
L'Orchidée sauvage (Wild Orchid) est un film américain réalisé par Zalman King, sorti en 1989.

## Synopsis
Emily Reed (Carré Otis), une jeune femme arrivée depuis peu à New-York pour un entretien d'embauche dans un cabinet d'avocats international, est immédiatement engagée et envoyée à Rio de Janeiro, accompagnée d'une cadre dirigeante, Claudia Dennis (Jacqueline Bisset) pour aider à l'avancement des travaux d'un luxueux hôtel de plage.
Mais Claudia doit partir en Argentine pour affaires. Emily se retrouve seule à diriger les travaux. Elle est présentée à un énigmatique ami de Claudia, Wheeler (Mickey Rourke), un millionnaire marginal. Emily est intriguée par Wheeler et succombe à son charme. Mais ce que Wheeler désire vraiment, c'est la soumettre à une série de tests psychologiques et sexuels dans le but de la désinhiber et de l'introduire à une vie sexuelle sans règles.
Lui-même ne s'autorise pas à exprimer ses sentiments réels. À la longue, elle arrive à briser la carapace que Wheeler s'était créée au fil des années.

## Fiche technique
- Titre français : L'Orchidée sauvage
- Titre québécois : La Fleur du mal
- Titre original : Wild Orchid
- Réalisation : Zalman King
- Scénario : Patricia Louisianna Knop et Zalman King
- Production : Tony Anthony, Lester Berman, Mark Damon, Jim Dyer, David Saunders et Howard Worth
- Société de production : Vision PDG
- Musique : Simon Goldenberg et Geoff MacCormack
- Photographie : Gale Tattersall (en)
- Montage : Marc Grossman et Glenn Morgan
- Décors : Carlos Conti
- Costumes : Ileane Meltzer et Marlene Stewart
- Pays d'origine : États-Unis
- Format : Couleurs - 1,85:1 - Dolby - 35 mm
- Genre : Drame, érotique, romance
- Durée : 103 minutes / 111 minutes (unrated)
- Dates de sortie : 
  - 22 décembre 1989 (Italie)
  - 5 avril 1990 (Allemagne),
  - 27 avril 1990 (États-Unis),
  - 11 juillet 1990 (France)
- Film interdit aux moins de 12 ans lors de sa sortie en France

## Distribution
- Mickey Rourke (VF : Patrick Poivey) : James Wheeler
- Jacqueline Bisset : Claudia Dennis
- Carré Otis (VF : Michèle Buzynski) : Emily Reed
- Assumpta Serna : Hanna
- Bruce Greenwood : Jerome McFarland
- Oleg Vidov : Otto
- Milton Gonçalves (pt) : Flavio
- Jens Peter : le joueur de volley-ball
- Antonio Mario Silva Da Silva : Rambo
- Paul Land (en) : Big Sailor
- Michael Villella : Elliot
- Bernardo Jablonsky (pt) : Roberto
- Luiz Lobo : Juan

## Autour du film
- Le tournage s'est déroulé à New York, Bahia et Rio de Janeiro.
- La version originale de King comportait des scènes sexuelles trop explicites. Il faillit être classé comme film pornographique, ce qui aurait limité son exploitation commerciale. Une version moins explicite fut distribuée sans la scène d'amour entre Mickey Rourke et Carré Otis. Cette scène fut relatée dans les médias, d'autant plus qu'ils entretinrent tous deux une relation durant le tournage.
- Mickey Rourke et Carré Otis se marièrent en 1992 et divorcèrent en 1998. Ils tournèrent encore ensemble dans Exit in Red (en) (1996). L'Orchidée sauvage fut un succès public malgré un accueil désastreux de la part de la critique. Il fut assez populaire pour qu'une suite soit réalisée quelques années plus tard, intitulée L'Orchidée sauvage 2 (en) (Wild Orchid II: Two Shades of Blue, 1992). Malgré le succès du premier opus, cette suite ne sortit qu'en vidéo. Deux versions étaient disponibles : une version soft et une version pour adulte.
- Ne souhaitant pas tourner nue, Brooke Shields refusa le rôle d'Emily.

## Bande originale
- Uma historia de ifá (ejigbo), interprété par Margareth Menezes
- Shake the Sheik, interprété par Dissidenten
- Love Song, interprété par Ofra Haza
- It Only Has to Happen Once, interprété par Ambitious Lovers
- Twistin' With Annie, interprété par Hank Ballard
- Oxossi, interprété par Geronimo
- Children of Fire (Call of Xango), interprété par David Rudder
- Warrior, interprété par Public Image Limited
- Just a Carnival, interprété par David Rudder
- Dark Secret, interprété par David Rudder et Margareth Menezes
- I Want to Fly / Slave Dream, interprété par Ofra Haza
- Bird Boy, interprété par Naná Vasconcelos et The Bushdancers
- Magic Jeweled Limousine, interprété par NASA
- Sol Negro, interprété par Maria Bethânia et Gal Costa
- Promised Land, interprété par Underworld
- Flor Cubana, interprété par Simone Moreno
- Wheeler's Howl, interprété par The Rhythm Methodists

## Récompenses et distinctions
- Nomination au prix du pire acteur pour Mickey Rourke et pire révélation pour Carré Otis, lors des Razzie Awards 1990.